# Maxwell Armfield
Pour les articles homonymes, voir Armfield.
Maxwell Ashby Armfield, né le 5 octobre 1881 à Ringwood (Hampshire) et mort le 23 janvier 1972 à Warminster, est un artiste, illustrateur et écrivain anglais.

## Biographie
Né dans une famille Quaker à Ringwood (Hampshire), Armfield fait ses études à la Sidcot School et à la Leighton Park School. En 1887, il est admis à la Birmingham School of Art, alors sous la direction d'Edward R. Taylor, qui figure comme l'un des grands centres du Mouvement Arts and Crafts. Il y suit les enseignements de Henry Payne et d'Arthur Gaskin et parallèlement, il apprend la technique de la  peinture à la tempera avec Joseph Southall au Southall's studio à Edgbaston.

Plus tard il écrit : 

« Apart from invaluable benefit from guidance and advice from such masters as Henry Payne, Arthur Gaskin and Joseph Southall, I really taught myself, as must any one who hopes to do individual work... I detested the Life Class, and rarely attended it: I refused to learn perspective or anatomy as they bored me, and generally, I could not have been a worse student. »

 Il quitte Birmingham en 1902 et s'installe à Paris pour étudier à l'Académie de la Grande Chaumière avec Gaston Lachaise, Keith Henderson, et Norman Wilkinson et suivre les enseignements de Gustave Courtois et de René Ménard. Il expose au Salon de Paris en 1904, où son tableau Faustine est acheté par l'État français pour le Musée du Luxembourg, pour se trouver à présent au Musée d'Orsay à Paris.
En 1909, il épouse l'écrivaine et dramaturge Constance Smedley, cousine germaine de son collègue et ami, l'artiste William Smedley-Aston et de son épouse Irène. Comme nombre de personnes liées au Mouvement Arts and Crafts à Birmingham, ils s'installent dans la région des Cotswolds. En 1911, leurs noms figurent tous deux sur la liste de recensement de Minchinhampton (Gloucestershire). Le couple a collaboré étroitement, travaillant ensemble pour mêler conception, illustration, texte et théâtre. Sous l'influence de sa femme, Armfield est devenu pacifiste et scientiste chrétien.
À partir de 1915, le couple passe sept ans aux États-Unis.
En 1946 Armfield publie le livre La peinture à la tempera aujourd'hui aux éditions Pentagon Press LTD.
Un détail de l'Autoportrait d'Armfield (1901 ; Birmingham Museum and Art Gallery) est utilisé pour illustrer la couverture du Portrait de Dorian Gray aux éditions Oxford World's Classics en 2006.
Les tableaux d'Armfield figurent dans les collections de plusieurs institutions britanniques, parmi lesquelles la Derby Art Gallery, les Southampton et Nottingham Galleries et la Russell-Cotes Art Gallery.